# 勤丰果志堂大屋
勤丰果志堂大屋，位于湖南省衡阳市衡南县廖田镇勤丰村，为衡阳市文物保护单位。

## 历史
勤丰村果志堂始建于清朝乾隆四十二年，即公历1777年。
相传，果志堂的名字，来源于勤丰村消灭獐子精的传说。果志堂所居为杨氏家族，族中名人有清朝道光年间曾任湖北巡抚的杨健。

## 建筑
果志堂全景视频参见：衡阳台新闻视频（0:36秒后）

### 全局
果志堂的建筑面积共有1714.18平方米，有三进六厢，通面阔69.4米，通进深24.7米。